# ケニアの地方行政区画
ここでは、ケニアの地方行政について述べる。

## 概要
ケニアは独立以来、8州（mikoa 英: Province）の下に71の県（wilaya'at 英: District）、262の郡／地区（tarafa 英: Division）に分割されており、中央集権体制であった。しかし、2010年の国民投票によって新憲法が制定され、州を解体して47のカウンティを新たに設置し、カウンティ政府法によってカウンティの下にサブ・カウンティ、区、村という区画が設置された。
カウンティ政府は中央政府より多くの権限を渡され、旧行政区画や中央より予算・職員も多く配置、異動された。また、2013年より前は行政区画とは別に言語別区分の選挙区が置かれていたが、2013年からサブ・カウンティが選挙区となる。

## 2013年以降

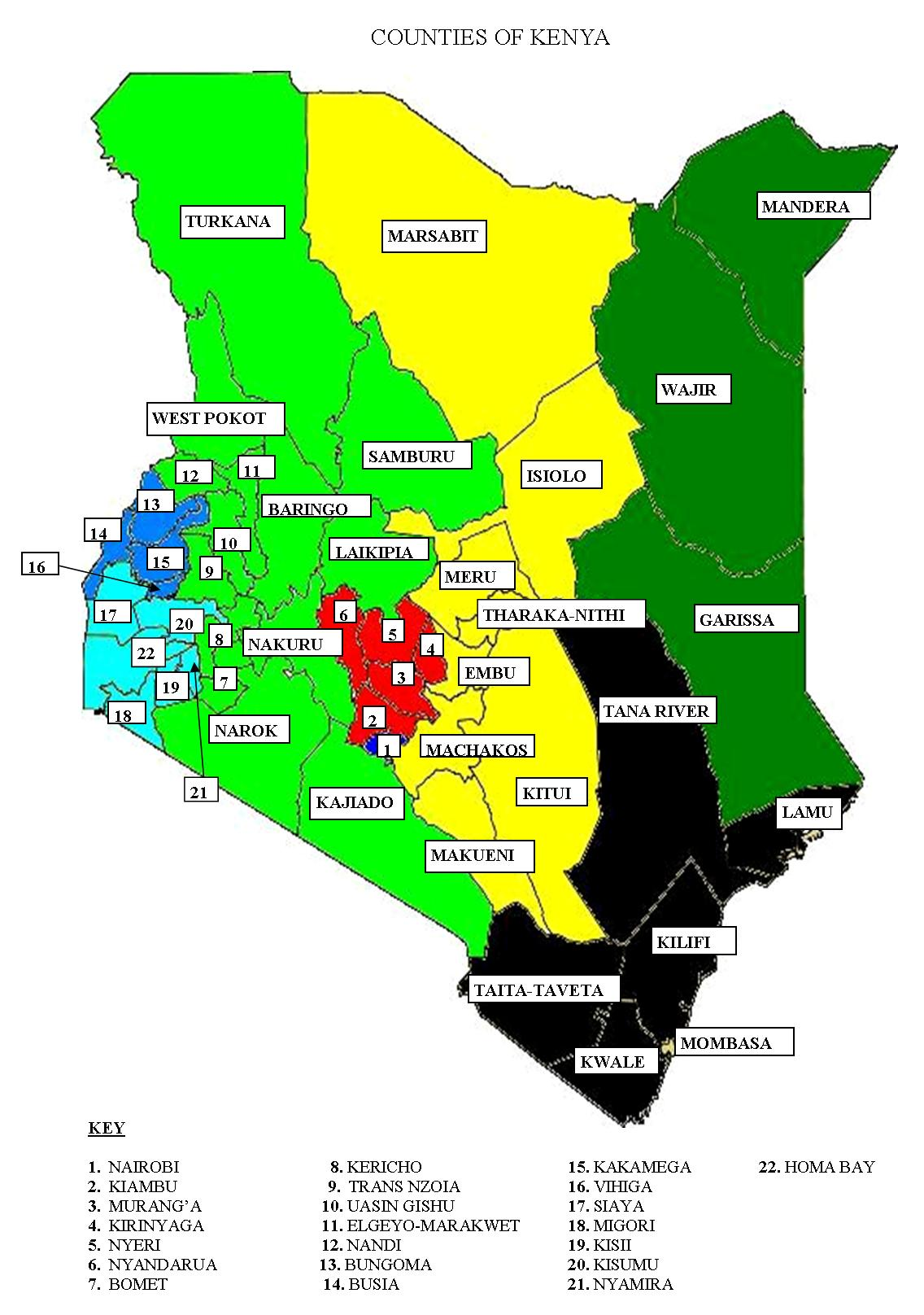
ケニアのカウンティ

ケニアには47のカウンティとサブ・カウンティが設置されており、地方自治を担当する。
なお、サブ・カウンティは旧行政区画の県との領域が一致するところが多い。

## 2013年以前

ケニアの州の区分

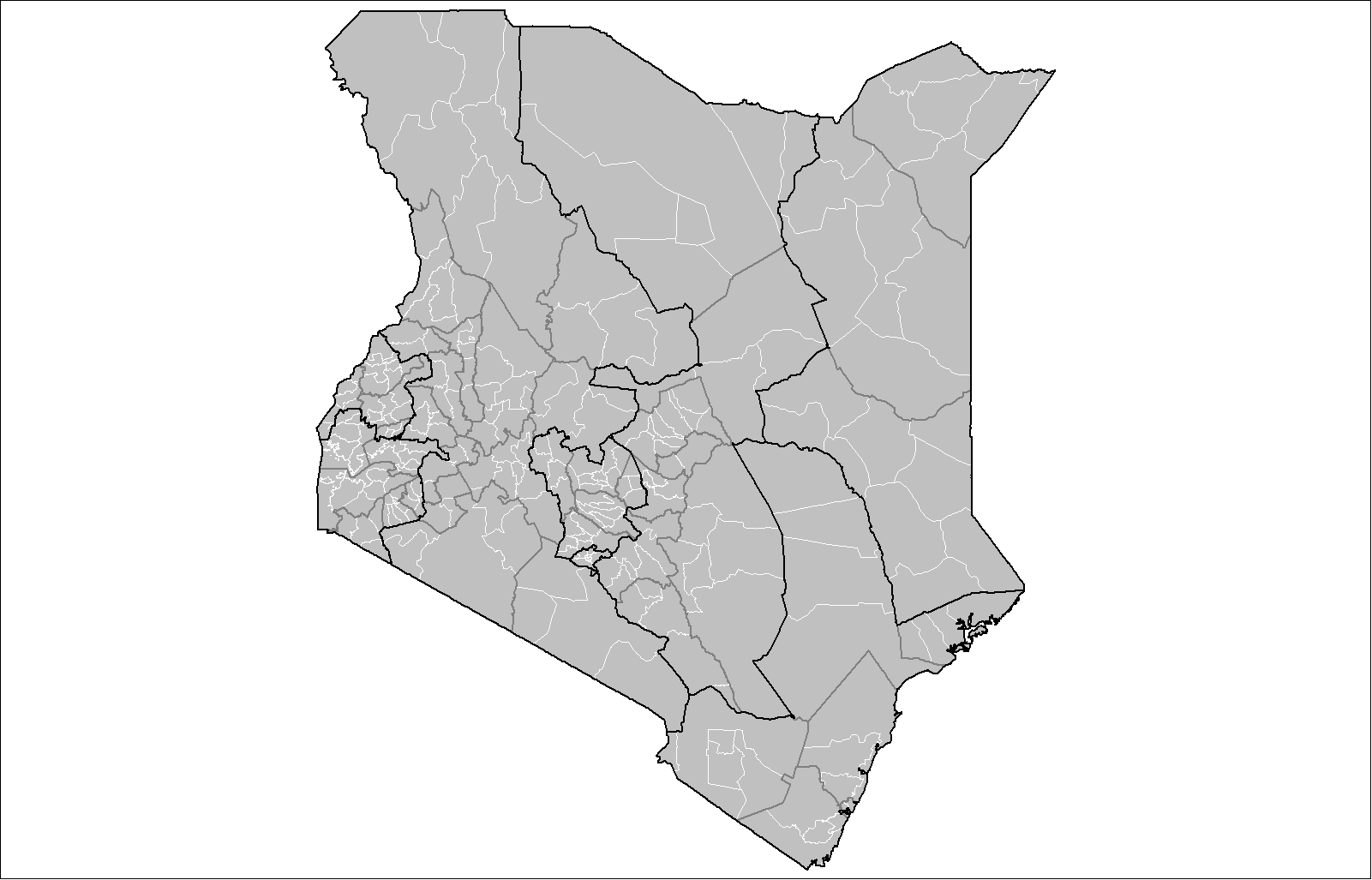
ケニアの郡区/地区の区分（2013年より前）

再編成前は9の州と71の県、262の郡区／地区が設置されていた。